# Celastrus microcarpus
Celastrus microcarpus là một loài thực vật có hoa trong họ Dây gối. Loài này được D.Don mô tả khoa học đầu tiên năm 1825.